# Leucopaxillus nauseosodulcis
Leucopaxillus nauseosodulcis är en svampart som tillhör divisionen basidiesvampar, och som först beskrevs av Petter Adolf Karsten, och fick sitt nu gällande namn av Rolf Singer och Alexander Hanchett Smith. Leucopaxillus nauseosodulcis ingår i släktet Leucopaxillus, och familjen Tricholomataceae. Arten har ej påträffats i Sverige.